# Stade nantais
Pour les articles homonymes, voir Nantais.
Maillots
Actualités
Dernière mise à jour : 10 septembre 2024.
Le Stade nantais est un club français de rugby à XV basé à Nantes.
Vainqueur de la coupe de l'Espérance en 1917, il évolue en Nationale 2 pendant la saison 2024-2025.

## Historique

### Prémices du rugby à Nantes
La pratique du rugby à XV à Nantes date de 1897, à l'initiative d'étudiants et de négociants anglais.
En 1903, un groupe de lycéens, d'étudiant et d'ouvriers anciens membres du Racing club nantais fonde le Sporting club universitaire nantais (SCUN).

### 1907-2008: Stade nantais université club
Quatre ans après la création du SCUN, et sous l'impulsion de l'international de rugby, le bordelais Pascal Laporte, le SCUN et le Rugby club de Basse-Indre Couëron (RCBC) fusionnent et donnent naissance au Stade nantais université club, présidé par Charles Bernard, un industriel et mécène couëronnais. En 1910, l’international gallois Percy Bush, l'un des cinq meilleurs demis d’ouverture du siècle, est recruté. Laporte et Bush mènent rapidement le SNUC parmi l’élite régionale puis nationale du rugby.

#### Vainqueur de la coupe de l'Espérance 1917
Puis le 29 avril 1917, ils remportent la seconde édition de la coupe de l'Espérance contre le Stade toulousain, tenant du titre (8-3), une compétition opposant des jeunes en l'absence des seniors, partis à la guerre.

#### Descente en division d'honneur et scission avec la FFR
Le club évolue ensuite essentiellement en division d'honneur jusqu'en 1930.
Il est toutefois admis par l'UFRA (Union française de rugby amateur), qui regroupait douze des clubs les plus prestigieux du championnat de France pour disputer le prestigieux tournoi de l'UFRA.
Deux ans plus tard et alors que les clubs dissidents retournent dans le giron de la FFR, le Stade nantais repart en division d'honneur.

#### Retour dans le giron de la FFR
Nantes remonte ensuite en première division entre 1934 et 1936 avant de redescendre en honneur entre 1937 et 1943 puis joue à nouveau une saison dans une première division élargie à 96 club en 1944.
Il retourne ensuite au second niveau du rugby français nommée honneur puis Excellence entre 1945 et 1951.

#### Demi-finaliste de 2e division 1951
Le club est ensuite demi-finaliste du championnat de France Excellence (la deuxième division de l'époque) en 1951.
Le dimanche 29 avril 1951, La Voulte sportif s'impose 30-6 mais le Stade nantais accède quand même à la première division pour l'année 1951-1952.
Son trois-quarts centre international Guy Belletante part toutefois pour Grenoble et Nantes aura du mal à tenir son rang en première division.
Le club retombe en deuxième division en 1953 puis remonte pour deux saisons dans l'elite pour les saisons 1960 et 1961 où il est notamment battu à Lourdes sur le score de 87-3. 3 petits points sur une pénalité (but) de François GRAU qui était entraineur-capitaine et joueur, ancien de l'USAP (finaliste en 1952).
Le club évolue ensuite entre la deuxième et la troisième division, passant toutefois une saison en première division groupe B2 en 1994.
À la fin des années 1990 alors qu'il est redescendu en Nationale 3, il signe un partenariat avec le Stade toulousain en vue de retrouver l'élite des championnats amateurs.

### Depuis 2008: Stade nantais
La section rugby du SNUC a pris l'appellation Stade nantais en 2008.
À l'issue de sa première saison 2007-2008, le Stade nantais a connu une accession en Fédérale 2, un titre de champion Grand-Ouest (seniors) et un titre de champion de France Cadet.
La saison suivante (2008-2009), le club se qualifie pour les phases finales du championnat de France en terminant cinquième de sa poule.
Pour la saison 2012-2013 l'équipe termine 7e de la poule 2 et ne se qualifie pas pour les phases finales.
Le Stade termine la saison 2013-2014 à la 4e place de la poule 2, se qualifie pour les phases finales et est éliminé en seizièmes de finale par le Rugby Club Strasbourg.
En saison 2014-2015, il termine également à la 4e place de la poule 2, et, qualifié pour les phases finales il est éliminé une nouvelle fois en seizièmes de finale toujours par le Rugby Club Strasbourg.
Durant la saison 2015-2016, Le Stade nantais termine 1er de la poule 1. Qualifié pour les phases finales du championnat, il dispose; en seizièmes de finale du Saint-Denis US puis en battant en huitièmes de finale Montluçon Rugby le Stade nantais assure sa montée en Fédérale 1 pour la saison 2016-2017. En quarts de finale il dispose du Stade Dijonnais mais il est battu en demi-finale par ASVEL.
Promu en Fédérale 1, le stade termine à l'avant dernière place de la poule 2 lors de la saison 2016-2017.
Pour la saison 2017-2018 le club termine 4e de la poule 2 et se qualifie pour le trophée Jean Prat. En huitièmes de finale, il élimine le Rugby club nîmois mais succombe contre l'Association sportive mâconnaise en quarts de finale.
Lors de la saison 2018-2019, il termine 6e de la poule 1 et se qualifie de nouveau pour le trophée Jean Prat mais est éliminé dès le 1er tour par le Stado Tarbes PR.
Le Stade nantais termine la saison 2019-2020 à la 4e place de la poule 4 mais est rétrogradé administrativement en Fédérale 3 pour la saison suivante.
À la suite des divers désistements et rétrogradations administratives durant la saison 2020-2021, le Stade nantais est retenu pour participer à la Fédérale 2 2021-2022,,.
Les Éléphants ont terminé la phase de poules à la première place, avant d'échouer en demi-finale de championnat de Fédérale 2. Néanmoins, ils sont tout de même promus en Fédérale 1 pour la saison 2022-2023.
Lors de la saison 2022-2023, les Éléphants alternent le chaud et le froid, devant même leaders de la poule à la mi-saison, avant de s'effondrer et terminer le championnat à la 5e place. Éliminé en barrages d'accession aux 8e de finale, le Stade nantais conclut une saison mitigée pour son retour en Fédérale 1.
Durant l'intersaison, changement de staff avec le départ de Mirco Bergamasco (manager) et Alexis Pageault (préparateur physique) vers Limoges.
Florent Bonnefoy, ex-responsable de la formation au RC Vannes, rejoint le Stade Nantais en tant que nouveau manager. Elwen Gicquel devient le nouveau préparateur physique, Pierre Le Baut le nouvel analyste vidéo, et Benjamin Noirot reste l'entraîneur des avants.
À l'issue de la saison 2023-2024 conclue par une défaite en demi-finale face au Servette Genève, le Stade Nantais est sportivement promu en Nationale 2. Benjamin Noirot quitte le club à l'inter-saison, tout comme Elwen Gicquel. Quelques joueurs emblématiques quittent également le club, raccrochant définitivement les crampons : François Réveillere (161 matchs en équipe première), Théodore Roudil (139 matchs). Ce dernier ne quitte pas totalement le club car il devient Responsable Administratif et Financier.

### 2024-2025: Accession au niveau semi-professionnel
Pour la saison 2024-2025, le staff est composé de Florent Bonnefoy (manager et entraîneur des 3/4), Sébastien Zamia (entraineur des avants), Florian Plu (préparateur physique) et Pierre Le Baut (analyste vidéo). Pour ce premier exercice en Nationale 2, le club hérite de la poule nord et est. Le Stade Nantais accède aux poules finales et perd en quarts de finale contre le Niort RC.

## Identité visuelle

### Logo
À partir de la saison 2013-2014, le Stade nantais se présente sous un nouveau logo, afin de mieux couper le lien avec l'ancienne identité du SNUC.

Évolution du logo
Ancien logo.
Logo de 2013 à 2017.
Logo depuis 2017.

## Palmarès

### Détail du palmarès
| Compétitions nationales                                              | Compétitions nationales disparues               |
| - Championnat de France de deuxième division : - Champion (1) : 1933 | - Coupe de l'Espérance : - Vainqueur (1) : 1917 |

### Finales disputées

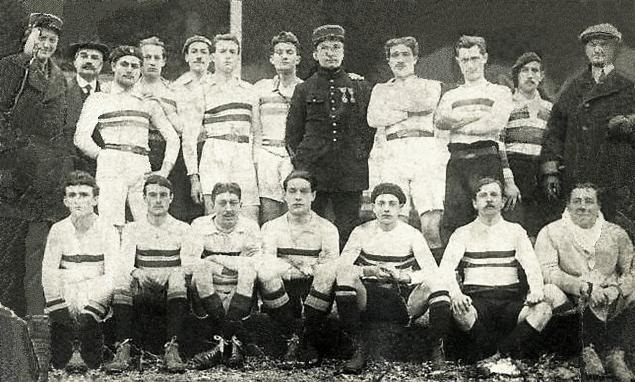
Le Stade nantais université club, vainqueur de la coupe de l'Espérance le 29 avril 1917 au stade Sainte-Germaine du Bouscat.

| Date de la finale | Vainqueur        | Score | Finaliste        | Lieu de la finale                 | Spectateurs |
| ----------------- | ---------------- | ----- | ---------------- | --------------------------------- | ----------- |
| 29 avril 1917     | Stade nantais UC | 8-3   | Stade toulousain | Stade Sainte-Germaine, Le Bouscat | env. 1 500  |
| 8 mai 1933        | Stade nantais UC | 11-5  | FC Lézignan      | Stade des Ponts-Jumeaux, Toulouse |             |

### Bilan par saison
- Saison 2007-2008 : Fédérale 3 
  - Accession à la Fédérale 2
- Saison 2008-2009 : Fédérale 3 
  - Champion Grand-Ouest de Fédérale 3
  - Accession à la Fédérale 2
- Saison 2009-2010 : Fédérale 2
  - Termine à la 5e place de la poule 1 (qualifiés pour les phases finales)
- Saison 2010-2011 : Fédérale 2
  - Termine à la 5e place de la poule 1
- Saison 2011-2012 : Fédérale 2
  - Termine à la 3e place de la poule 2 (qualifiés en 16e de finale)
- Saison 2012-2013 : Fédérale 2
  - Termine à la 7e place de la poule 2
- Saison 2013-2014 : Fédérale 2
  - Termine à la 4e place de la poule 2  (qualifiés en 16e de finale)
- Saison 2014-2015 : Fédérale 2
  - Termine à la 4e place de la poule (qualifiés en 16e de finale)
- Saison 2015-2016 : Fédérale 2
  - Termine à la 1re place de la poule 1 (qualifiés en quart de finale)
  - Éliminé en demi-finale
  - Accession à la Fédérale 1
- Saison 2016-2017 : Fédérale 1
  - Termine à la 9e place de la poule 2
- Saison 2017-2018 : Fédérale 1
  - Termine à la 4e place de la poule 2 (qualifiés en huitième de finale du Trophée Jean-Prat)
  - Éliminés en quart de finale du Trophée Jean-Prat par l'AS Mâcon.
- Saison 2018-2019 : Fédérale 1
  - Termine à la 6e place de la poule 1 (qualifiés en Challenge Yves-du-Manoir)
  - Éliminés en huitième de finale du challenge Yves-du-Manoir par Tarbes.
- Saison 2019-2020 : Fédérale 1
  - Termine à la 4e place de la poule 4 (saison qui se termine prématurément en raison de la pandémie de Covid-19 en France le 29 février lors de la 18e journée), mais est rétrogradé administrativement en Fédérale 3 pour la saison suivante[9].
- Saison 2020-2021 : Fédérale 3 
  - Accession à la Fédérale 2 à la suite des divers désistements et rétrogradations administratives durant la saison 2020-2021, le Stade nantais est retenu pour participer au championnat de France fédérale 2 pour la saison 2021-2022[10],[11],[12]
- Saison 2021-2022 : Fédérale 2
  - 1erde la poule 1, éliminé en 1/2 finale
  - Accession en Fédérale 1
- Saison 2022-2023 : Fédérale 1
  - 5e de la poule 4, éliminé en barrage d'accession en 8e contre Saint-Denis
  - Maintien en Fédérale 1

### Autres catégories
- Juniors Balandrade :
  - Saison 2011-2012 : Vice-champion de France
  - Saison 2012-2013 : Champion de France

- Cadets Teulière :
  - 2008-2009 : Champion de France

- Minimes :
  - Saison 2012-2013 : Vice-champion de France Espoir

## Personnalités du club

### Joueurs emblématiques
- Éric Catinot
- Jean Hélier Tilh
- Percy Bush
- Pascal Laporte
- Jean Palot
- Guy Belletante
- Michel Lecointre
- Arnaud Tessier
- Jean-Louis Guérin
- Joël Guérin
- Marcel Ollivier
- Jean Louis Gonon
- Louis Gonon
- Jean Graton
- Clovis Le Bail
- Jules Le Bail
- Eliott Roudil
- Théodore Roudil
- François Réveillere
- Frédéric Barrais

### Entraîneurs
- Jean-Marcel Coulais
- 1990-1991 : Thierry Picard[17]
- Jean-Paul Trille[18]
- Constantin Dinu
- 2003-2006 : Jean-François Thiot[19]
- 2006-2007 : Jean-Michel Vuillemin
- 2007-2011 : Emmanuel Patte
- 2011-2012 : Emmanuel Tallon, Benjamin Cocheril, Nicolas Robin
- 2012-2013 : Paul Dariès, Razvan Mavrodin
- août-novembre 2013 : Faouzi Aouisset, Fred Mabit
- 2013-2014 : Paul Dariès, Emmanuel Patte
- 2014-2015 : Pierric Moison, Tanguy Kerdrain, Bertrand Guilloux
- mars 2015-février 2019 : Pierric Moison, Bertrand Guilloux, Emmanuel Patte
- février 2019-avril 2020 : Emmanuel Patte, Bertrand Guilloux
- 2020- 2022 : Bertrand Guilloux et Romain Frou
- 2022-2023 : Mirco Bergamasco et Benjamin Noirot
- 2023-2024 : Florent Bonnefoy et Benjamin Noirot
- 2024-2025 : Florent Bonnefoy et Sébastien Zamia

### Effectif 2022-2023
| Nom                      | Poste            | Naissance         | Nationalité sportive | Sélections | Dernier club                         | Arrivée au club |
| ------------------------ | ---------------- | ----------------- | -------------------- | ---------- | ------------------------------------ | --------------- |
| Pierre-Édouard Tassignon | Pilier           | 4 octobre 2001    | France               | -          | Formé au club                        | 2020            |
| Tamaz Kevlishvili        | Pilier           | 20 juillet 2002   | Géorgie              | -20 ans    | RC Armazi                            | 2022            |
| Saba Kartvelishvili      | Pilier           | 8 juin 1989       | Géorgie              | -          | SA XV Charente                       | 2016            |
| Maxim Jans               | Pilier           | 20 janvier 1996   | France               | -          | USO Nevers                           | 2017            |
| François Foucault        | Pilier           | 26 janvier 1994   | France               | -          | Stade rochelais (espoirs)            | 2016            |
| Abdou-Aziz Dieye         | Pilier           | 30 janvier 1997   | Sénégal              | ? (?)      | Formé au club                        | 2021            |
| Feleti Fifita Toumolupe  | Pilier           | ?                 | Tonga                | ? (?)      | SA Parthenay                         | 2022            |
| Gihard Visagie           | Pilier           | 28 février 1996   | Afrique du Sud       | -          | SWD Eagles                           | 2022            |
| Jason Michaux            | Talonneur        | 4 mars 1998       | France               | -          | RO Grasse                            | 2021            |
| Eutelio Malefilate       | Talonneur        | 17 août 1999      | France               | -          | RC La Baule                          | 2021            |
| Dimitri Tsukhishvili     | Deuxième ligne   | 15 mai 1991       | Géorgie              | -          | SA Trélissac                         | 2018            |
| Georges Souvent          | Deuxième ligne   | 1er mars 1990     | France               | -          | SO Chambéry                          | 2019            |
| Chris Baudry             | Deuxième ligne   | 7 août 1996       | Belgique             | ? (?)      | US Ris-Orangis                       | 2022            |
| Romain Houël             | Deuxième ligne   | ?                 | France               | -          | Formé au club                        | 2021            |
| Lewis Johnson            | Troisième ligne  | 17 février 1998   | France               | -          | Plouzané AC                          | 2018            |
| Jack Ram                 | Troisième ligne  | 14 janvier 1987   | Tonga                | ? (?)      | Free Jacks de la Nouvelle-Angleterre | 2021            |
| Léran Pierin             | Troisième ligne  | 16 juin 1997      | France               | -          | Formé au club                        | ?               |
| Nicolas Dorchy           | Troisième ligne  | 3 février 2003    | France               | -          | Formé au club                        | ?               |
| Frédéric Barrais         | Troisième ligne  | 23 mars 1994      | France               | -18 ans    | Formé au club                        | ?               |
| Haisini Taulanga         | Troisième ligne  | 4 mars 1985       | France               | -          | Stade montois                        | 2018            |
| Julien Ménoret           | Demi de mêlée    | 9 avril 1998      | France               | -          | SC Albi                              | 2021            |
| Morgan Le Bourhis        | Demi de mêlée    | 7 octobre 1990    | France               | -          | US Bressane                          | 2017            |
| Hugo Lavenant            | Demi de mêlée    | 18 février 2000   | France               | -          | RC Vannes (espoirs)                  | ?               |
| Tom Davies               | Demi d'ouverture | 17 septembre 1997 | Pays de Galles       | -          | Hartpury College                     | 2018            |
| Pierrick Belleteste      | Demi d'ouverture | 13 février 1992   | France               | -18 ans    | Saint-Nazaire RLA                    | Janv. 2017      |
| François Réveillère      | Centre           | 17 février 1994   | France               | -          | Formé au club                        | ?               |
| Maxime Ogor              | Centre           | 12 mai 1998       | France               | -          | RC Toulon (espoirs)                  | 2020            |
| Lory Cochard             | Centre           | 21 novembre 2001  | France               | -          | RC Vannes (espoirs)                  | 2022            |
| Mosese Pepa              | Centre           | ?                 | Tonga                | -          | ?                                    | ?               |
| Romain Gonzalez          | Ailier           | 22 octobre 2002   | France               | -          | Formé au club                        | 2021            |
| Julien Charbonnel        | Ailier           | 12 avril 1995     | France               | -          | Stade montois (espoirs)              | 2017            |
| Matéo Picard             | Ailier           | ?                 | France               | -          | Saumur Rugby                         | 2020            |
| Fabien Malabœuf          | Arrière          | 13 septembre 2001 | France               | -          | Formé au club                        | 2021            |
| Pierre Aubert            | Arrière          | 12 janvier 1998   | France               | -          | Formé au club                        | 2021            |

### Liste des présidents
- 1907-1908 : Charles Bernard
- 1908- : Louis Eluere
- 1912-1933 : Pascal Laporte
- 1933-1939 : Dr Yves Thomas
- 1939-1944 : Pascal Laporte
- 1944-1955 : Marcel Pédron
- 1974-1977 : Ludovic Moreau
- 1977-1980 : Pierre Crétin
- 1980-1988 : Jean Visbecq
- 1988- : Guy Ribière
- 1994-1998 : Jean-Claude Groiseleau
- Jean-Paul Grangien
- Christian Sommeria (1)
- 2000-2003 : Francis Pautric
- -2008 : Christophe Nouvel
- 2008- : Christian Sommeria (2)
- Jean-Jacques Diez
- 2012-2017 : Olivier Massicot
- 2017- : Jean-Marc Allègre et Hervé Maura
- -2020 : Jean-Marc Allègre
- 2020-: Philippe Saulnier

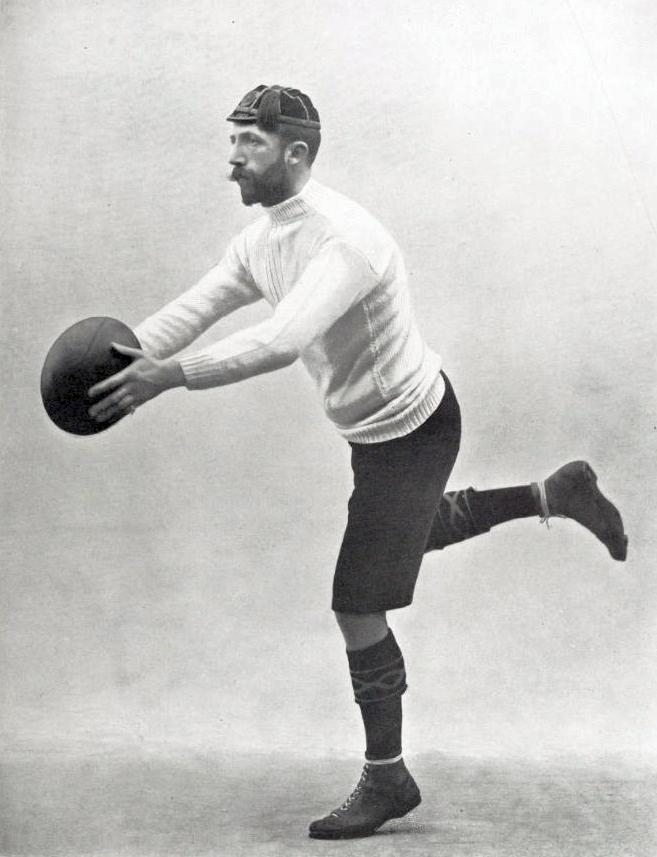
Pascal Laporte.
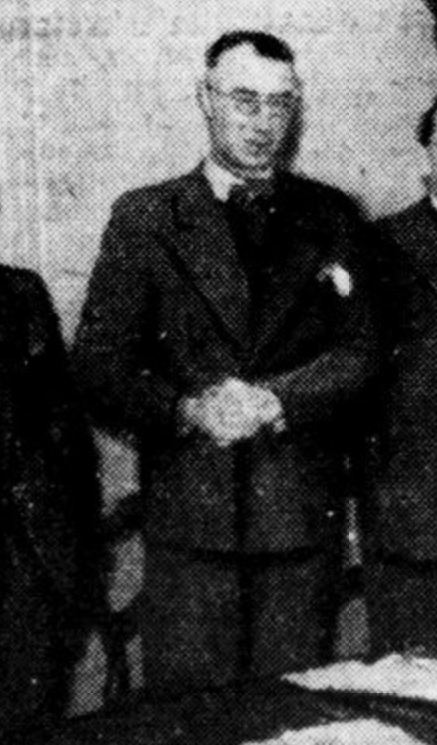
Marcel Pédron.